# Ołeksa Hirnyk
Ołeksa Mykołajowycz Hirnyk, ukr. Оле́кса Микола́йович Гі́рник (ur. 28 marca 1912 w Bohorodczanach, zm. 21 stycznia 1978 w Kaniowie) – Ukrainiec, działacz nacjonalistyczny, były więzień polityczny, który dokonał aktu samospalenia obok grobu Tarasa Szewczenki w Narodowym Rezerwacie Szewczenki niedaleko Kaniowa. W 2007 roku uhonorowany najwyższym tytułem honorowym Bohatera Ukrainy.

## Życiorys
Urodził się 28 marca 1912 w Bohorodczanach (powiat bohorodczański), w biednej, wiejskiej rodzinie. Członek Płasta, następnie Organizacji Ukraińskich Nacjonalistów (OUN). W latach 1933–1935 pracował w zakładach «Просвіта», «Пласт», «Луг». W latach 1935–1937 służył w Wojsku Polskim. 25 marca 1937 aresztowany przez polską żandarmerię wojskową za członkostwo w nielegalnej OUN. Osądzony, otrzymał wyrok 5 lat i 3 miesięcy więzienia. W trakcie kampanii wrześniowej zbiegł z więzienia. Pod koniec 1939 roku został aresztowany przez NKWD w trakcie wypełniania zadania OUN w Stryju. W 1940 roku został osądzony przez U-NKWD obwodu stanisławowskiego na podstawie artykułu 54-10 kodeksu karnego Ukraińskiej SRR za «Antysowietyzm» na 8 lat łagrów.
Po odbyciu kary w 1948 roku osiadł na zachodzie Ukrainy. Ożenił się w 1952 roku i przeniósł się do miasta Kałusz obwodu iwanofrankowskiego. Do czasu osiągnięcia wieku emerytalnego w 1972 roku pracował jako kopacz gliny, kamieniarz oraz księgowy. W 1972 roku przeszedł na emeryturę. Według wspomnień znajomych w 1977 roku mocno się zmienił. Później wyjaśniło się, że w tym czasie napisał odręcznie 1000 kopii ulotki „O losie narodu ukraińskiego” (ros. «листовок о судьбе украинского народа»), które skrzętnie ukrywał. 19 stycznia 1978 napisał pożegnalny list do żony:

Szedłem prostą drogą, drogą ciernistą. Nie zdradziłem, nie zboczyłem. Mój protest — to czysta prawda, a nie moskiewskie kłamstwo od początku do końca. Mój protest – to zgryzota przez tortury na narodzie ukraińskim. Mój protest – to prometeizm, to bunt przeciwko gwałtowi i zniewoleniu. Mój protest – to wypełnienie słów Szewczenki, ja jestem jedynie jego uczniem i wykonawcą.

## Akt samospalenia
20 stycznia 1978 Ołeksa przyjechał do Kijowa, skąd udał się do Narodowego Rezerwatu Szewczenki niedaleko Kaniowa. 21 stycznia 1978 na tarasie widokowym Czerniczej Góry (ukr. «Чернечої гори») (pagórek będący częścią rezerwatu) oblał się benzyną i dokonał aktu samospalenia, w trakcie którego wbił sobie nóż w pierś. Tuż przedtem rozrzucił napisane przez siebie ulotki oraz pozostawił list pożegnalny.
Na ulotkach było napisane między innymi:

Protest przeciwko rosyjskiej okupacji Ukrainy. Protest przeciwko rusyfikacji narodu ukraińskiego! Niech żyje niepodległa Ukraina! Sowiecka, ale nie rosyjska! Ukraina dla Ukraińców! Na cześć 60-lecia ogłoszenia niepodległości Ukrainy przez Ukraińską Radę Centralną 22 stycznia 1922 roku \ 22 stycznia 1978 roku na znak protestu podpalił się Hirnyk Ołeksa z Kałusza. Tylko w taki sposób można protestować w Związku Radzieckim!

Jego ciało zostało znalezione przez robiącego obchód milicjanta, a wszystkie ulotki zebrano. Wszczęto także postępowanie prokuratorskie przez prokuraturę z Kaniowa, które zamknięto po 2 miesiącach. Prokuraturze nie udało się znaleźć związków Hirnyka z „kręgami antysowieckimi” czy odkryć „działalności antysowieckiej” poprzedzającej samobójstwo.

## W niepodległej Ukrainie
Informacja o samospaleniu Hirnyka została skrzętnie ukryta i po raz pierwszy przedostała się do wiadomości publicznej w gazecie „Literaturna Ukraina” (ukr. „Літературна Україна”) dopiero na początku 1992 roku. W 1993 roku w Kałuszu imię Hirnyka nadano jednej z ulic, a na domu w którym mieszkał, odsłonięto tablicę pamiątkową. W 1995 roku w Bohorodczanach odsłonięto pomnik, a w szkole otwarto klasę-muzeum pamięci O. Hirnyka. W 1996 roku szkoła ogólnokształcąca nr 1 rejonu bohorodczańskiego decyzją Rządu Ukrainy otrzymała imię Ołeksy Hirnyka. Dyrektor Narodowego Rezerwatu Szewczenki umieścił na terenie rezerwatu pamiątkowe tablice oraz niewielką ekspozycję.
W 2003 roku Liga ukraińskich mecenasów oraz Fundusz im. Ołeksy Hirnyka «mając na celu uwiecznienie pamięci ukraińskiego patrioty Ołeksy Hirnyka i uhonorowanie walczących o narodowe odrodzenie Ukrainy» ustanowiła stypendium im. Ołeksy Hirnyka. Laureatami stypendium zostało już ponad 40 osób.
18 stycznia 2007 roku Prezydent Ukrainy Wiktor Juszczenko nadał Hirnykowi tytuł i order Bohatera Ukrainy, za okazane męstwo i ofiarowanie siebie. Nagrodę odebrali jego synowie. Jeden z synów – Jewhen Hirnyk, były zastępca przewodniczącego Kongres Ukraińskich Nacjonalistów, deputowany Rady Najwyższej Ukrainy IV kadencji Rady Najwyższej Ukrainy V kadencji z frakcji Nasza Ukraina.
W rocznicę wydarzenia 21 stycznia 2009 roku obok miejsca samospalenia otwarto i poświęcono pomnik.
Wybrany został projekt kijowskiego rzeźbiarza Adriana Bałoga przez Prezydenta Juszczenkę.
Podczas odsłonięcia obecni byli deputowani parlamentu Ukrainy oraz przedstawiciele władz lokalnych.